# 도미첼라
도미첼라(이탈리아어: Domicella)는 이탈리아 캄파니아주 아벨리노도의 코무네다.